# Лисенко Анатолій Олександрович
Анатолій Олександрович Лисенко (30 грудня 1940, місто Чернігів, тепер Чернігівської області — 22 грудня 2020, місто Чернігів) — український діяч, директор Чернігівського виробничого об'єднання «Хімволокно» Чернігівської області. Народний депутат України 1-го скликання.

## Біографія
У 1958—1963 роках — студент Київського технологічного інституту легкої промисловості, інженер-технолог.
Служив у Радянській армії.
Член КПРС з 1966 по 1991 рік.
Працював на Чернігівському виробничому об'єднанні «Хімволокно» майстром цеху, інженером, начальником виробництва.
У 1977—1980 роках — студент Київського технологічного інституту легкої промисловості, інженер-економіст.
У 1985—1987 роках — директор Чернігівської фабрики гумово-технічних виробів.
З 1987 до лютого 2002 року — директор Чернігівського виробничого об'єднання «Хімволокно» імені 50-річчя Великої Жовтневої соціалістичної революції Чернігівської області; голова правління — генеральний директор ВАТ «Чернігівське підприємство „Хімволокно“».
18.03.1990 року обраний народним депутатом України, 2-й тур, 48,55 % голосів, 14 претендентів. Член Комісії ВР України з питань планування, бюджету, фінансів і цін.
Був головою правління Асоціації підприємств малого та середнього бізнесу Чернігівщини.
Потім — на пенсії в місті Чернігові.

## Нагороди
- орден Трудового Червоного Прапора (1977)
- медаль «XX років Перемоги в Великій Вітчизняній війні 1941—1945 рр.» (1965)
- медаль «За доблесний труд. На ознаменування 100-річчя з дня народження В. І. Леніна» (1970)
- міжнародна нагорода «Золотий Меркурій»
- почесний хімік СРСР